# Yves Menthillier
Yves Menthiller, est né le 7 décembre 1941 à Bourg (aujourd'hui Bourg-en-Bresse) et décédé le 6 septembre 2019 à Villeneuve-lès-Avignon. C’est un ancien joueur de rugby à XV, qui a joué avec l'équipe de France au poste de talonneur (1,80 m pour 88 kg).
Il est toutefois sélectionné en équipe de France contre le Pays de Galles à Cardiff mais ses débuts sont difficiles.
Ses fautes sifflées au talonage par l'arbitre écossais M. Laidlaw porteront à 25 le nombre de pénalités sifflés contre l'équipe de France quand les Gallois n'en encaisserons que 5.

## Carrière de joueur

### En club
- US Romans Péage
- ES Avignon Saint-Saturnin

### En équipe nationale
Il a disputé son premier test match le 21 mars 1964 contre l'équipe du Pays de Galles, et le dernier contre l'équipe d'Angleterre le 27 février 1965.

## Palmarès
- Sélection en équipe nationale : 5
- Sélections par année : 4 en 1964 et 1 en 1965
- Tournois des Cinq Nations disputés : 1964 et 1965